# Heustreu
Heustreu è un comune tedesco di 1 278 abitanti, situato nel land della Baviera.